# Werder (Havel)
Werder, eller Werder (Havel) er en by i landkreis
Potsdam-Mittelmark i den tyske delstat Brandenburg. Den er beliggende få kilometer vest for delstatens regeringsby, Potsdam, og 35 km sydvest for Berlin. Den ældste bydel ligger på en ø i floden Havel, der på dette sted er mellem 700 og 1400 m bred. Derfra kommer også navnet der betyder von Wasser umgebenes Land. Werder er derudover omgivet af søerne Schwielowsee, Glindower See, Großer Plessower See und Großer Zernsee.
- Wikimedia Commons har flere filer relateret til Werder (Havel)